# Коефіцієнт взаємодії свердловин
Коефіцієнт взаємодії свердловин (рос. коэффициент взаимодействия скважин; англ. interference factor; нім. Koeffizient m der gegenseitigen Beeinfflussung f) — при нафто- та газовидобутку — коефіцієнт, який кількісно характеризує співдію свердловин у пласті й являє собою відношення дебіту свердловини при її індивідуальній роботі до дебіту цієї ж свердловини при сумісній роботі з групою інших свердловин.
Коефіцієнт сумарної взаємодії свердловин (англ. ultimate interaction (interference) factor; нім. Koeffizient der summarischen gegenseitigen Beeinflussung) — коефіцієнт, який кількісно характеризує взаємодію свердловин у пласті й являє собою відношення дебіту групи свердловин, що діють спільно до дебіту свердловин при їх індивідуальній роботі.